# Harald Paalgard

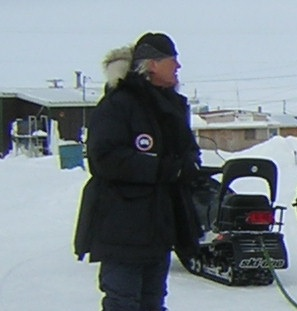
Harald Gunnar Paalgard (2004)

Harald Gunnar Paalgard (* 24. Mai 1950 in Dänemark; †  20. Januar 2025 in Asker) war ein norwegischer Kameramann.

## Leben
Harald Paalgard studierte Film an der schwedischen Hochschule Dramatiska institutet in Stockholm. Anschließend arbeitete er eine längere Zeit als Kameramann für Werbefilme, bevor er 1979 mit dem von Jösta Hagelbäck inszenierten schwedischen Drama Kejsaren einen Langspielfilm drehte. Seitdem drehte er weitere Spielfilme wie Engel des Universums, Das Erbe und Wie im Himmel beim dänischen, norwegischen und isländischen Film. Für seine Arbeit an Drømspel und Juloratoriet gewann er jeweils den schwedischen Filmpreis Guldbagge für die Beste Kamera. Neben zwei Nominierungen des dänischen Filmpreises Robert für die Beste Kamera wurde Paalgard auch einmal für den isländischen Filmpreis Edda nominiert. Sein filmisches Schaffen umfasst mehr als 60 Produktionen, zuletzt trat er 2019 in Erscheinung.
Paalgard starb im Alter von 74 Jahren nach langer Krankheit. Er hinterließ seine Ehefrau und zwei Kinder.

## Filmografie (Auswahl)
- 1981: Hinrichtung eines Lehrers (Martin)
- 1987: Geheimsache Rubicon (Rubicon)
- 1988: Deep Secret – Gefahr in der Tiefe (Blücher)
- 1989: Gefangen in der Tiefe – The Dive (Dykket)
- 1990: Landstreicher (Landstrykere)
- 1991: Frida – mit dem Herzen in der Hand (Frida – med hjertet i hånden)
- 1992: Das Herz des Kriegers (Krigerens hjerte)
- 1994: Drømspel
- 1995: Die Einsamkeit der Tiefe (Dypets ensomhet)
- 1996: Juloratoriet
- 1996: Maja auf dem Kriegspfad (Maja Steinansikt)
- 1999: Die Souffleuse (Suffløsen)
- 2000: Engel des Universums (Englar alheimsins)
- 2002: Islandfalken (Fálkar)
- 2002: Musik für Hochzeiten und Begräbnisse (Musikk for bryllup og begravelser)
- 2003: Das Erbe (Arven)
- 2003: Kim und die Wölfe (Ulvesommer)
- 2004: Wie im Himmel (Så som i himmelen)
- 2005: Totschlag – Im Teufelskreis der Gewalt (Drabet)
- 2008: Red
- 2009: Das Orangenmädchen (Appelsinpiken)
- 2010: Unter die Haut – Gefährliche Begierde (Kvinden der drømte om en mand)
- 2015: Wie auf Erden (Så ock på jorden)
- 2015: Occupied – Die Besatzung (Okkupert, Fernsehserie, 2 Episoden)